# Hillcrest Classics
Hillcrest Classics war ein britischer Hersteller von Automobilen.

## Unternehmensgeschichte
Emilio Garcia, der auch EG Autocraft leitete, Paul Attwell und Peter Jacobs gründeten das Unternehmen in Pontypool in Wales. Sie begannen mit der Produktion von Automobilen und Kits. Der Markenname lautete Hillcrest. Bis zur Produktionseinstellung entstanden etwa acht Exemplare. Der Bauzeitraum wird von einer Quelle mit 1980er Jahre angegeben.

## Fahrzeuge
Das Modell V12 entsprach dem EG Arrow. Es war eine Nachbildung des Ferrari 365 GTB/4 „Daytona“. Ein V12-Motor von Jaguar Cars trieb die Fahrzeuge an. Von diesen Modell entstanden etwa acht Exemplare. Eine Quelle nennt den Bauzeitraum 1987 bis 1988, eine andere 1980er Jahre.
Außerdem stellte das Unternehmen Nachbildungen des AC Cobra her.